# エイベックス通信放送
エイベックス通信放送株式会社（エイベックスつうしんほうそう）は、映像配信サービス事業を行う日本の企業である。
エイベックスとの資本関係解消後も「エイベックス通信放送」名義でプレスリリースをしている。

## 沿革
2009年4月10日にエイベックス・エンタテインメント株式会社とNTTドコモとの合弁で設立された。
2009年5月1日に、会員制携帯有料動画配信サービス「BeeTV」を提供を開始。
2015年4月22日にエイベックス通信放送が運営し、NTTドコモが提供する定額制映像配信サービス「dビデオ powered by BeeTV」を「dTV（現・Lemino）」にリニューアルし、サービス提供を開始。
2022年11月28日、NTTドコモは2023年1月を目処にエイベックス・デジタルが保有している株式を全て取得し、完全子会社化することを発表した。